# Louise du Pierry
 (février 2021).
Pour les articles homonymes, voir Pierry (homonymie).

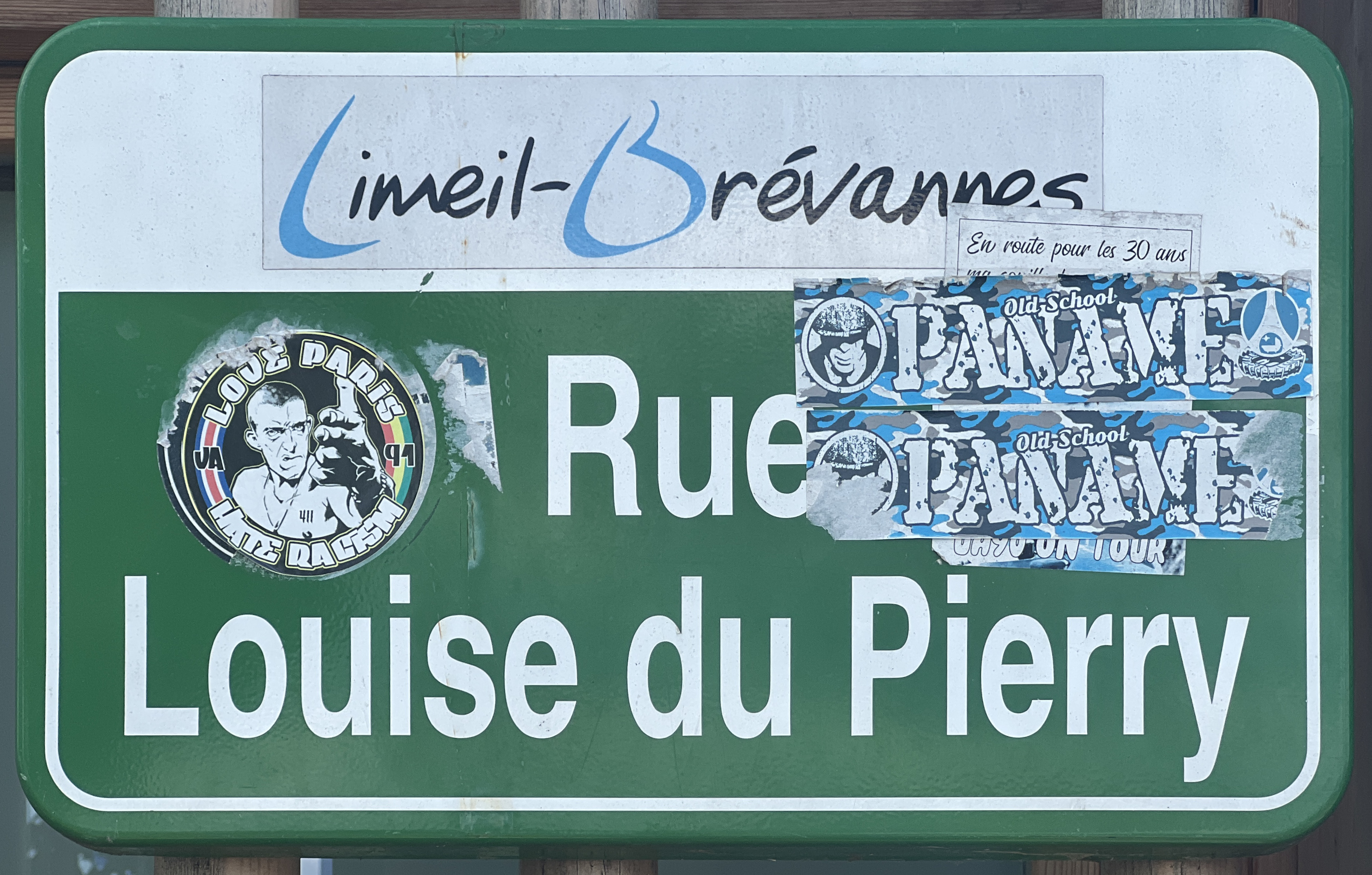

Louise du Pierry ou Dupiery (Marie Louise Elisabeth Felicite Pourrat de la Madeleine) (30 juillet 1746 - 27 février 1830) est une astronome, chimiste et professeure française.

## Biographie
Louise du Pierry étudie l'astronomie avec Joseph Jérôme Lefrançois de Lalande après sa rencontre avec lui en 1779. Elle a été membre de L’Académie des Sciences de Béziers, succédant à Nicole-Reine Lepaute, de celles de Montauban et de Richmond (Virginie).
En 1789, elle donne pour la première fois un Cours d’astronomie ouvert principalement pour les dames à son domicile, et non au Collège de France, comme on peut le lire dans certaines sources.
Elle a étudié des éclipses, calculé la durée du jour et de la nuit à la latitude de Béziers et calculé des tables de réfraction en ascension droite et déclinaison. En chimie, elle publie également avec Antoine-François Fourcroy en 1801, dans son Système des connaissances chimiques une Table alphabétique et analytique des matières contenues dans les 10 tomes du système des connaissances chimiques.
Jérôme de Lalande lui dédie son ouvrage Astronomie des Dames (1790) en y déclarant qu'« elle représente un modèle pour toutes les femmes à cause de ses hautes qualités intellectuelles. »